# 大出一博
大出 一博（おおいで かずひろ、1942年（昭和17年）4月23日 - 2023年（令和5年）8月11日）は、日本の実業家、ファッションプロデューサー、写真家である。

## 経歴・人物
栃木県出身。東洋大学中退後、1967年（昭和42年）にスタイリストの養成機関だったSUNデザイン研究所を設立する。後に多くのファッションイラストレーターやスタイリストを多く輩出し、1973年（昭和48年）には同研究所のブランドであった「SUNプロデュース」を立ち上げた。
山本寛斎や高田賢三、鳥居ユキら日本人ファッションデザイナーのみならず海外のファッションデザイナーによる東京コレクション等のファッションショーの企画及び演出を手掛けた。1996年（平成8年）には「心を学び、五感を磨く」という目的により、「葉山文化塾」を賛同者と共に開塾した。花と女性を扱った写真家としても活動しており、2005年には『サンデー毎日』誌の「彩りの時」に着物姿の女性の写真を連載した。
2023年8月11日、心不全のため死去。81歳没。

## 著作
- 『花・薆・瞬 日本の美しいモデルたち』毎日新聞社, 1994年, ISBN 978-4620603605
- 『花・薆・瞬(はな・かおる・とき)〈2〉美しい女性たち』毎日新聞社, 1996年, ISBN 978-4620605050
- 『薆りたつ花(ひと)』毎日新聞社, 1996年, ISBN 978-4620605449
- 『かげろうの花』毎日新聞社, 2001年, ISBN 978-4620605760
- 『花謡曲 写真集』阿久悠（文）, 毎日新聞社, 2002年, ISBN 978-4620605890
- 『花の詩 エッセイ＆写真』阿木燿子ほか（文）, 毎日新聞社, 2003年, ISBN 978-4620605999
- 『Lotus 蓮・睡蓮』毎日新聞社, 2005年, ISBN 978-4620606118
- 『ROSE 薔薇・バラ』産経新聞出版, 2005年, ISBN 978-4902970883
- 『彩りの時 美しい四季・女性・着物 エッセイ＆写真』毎日新聞社, 2007年, ISBN 978-4620606286
- 『華 君の唇に色あせぬ言葉を』産経新聞出版, 2008年, ISBN 978-4819110181